# Davide Mumolo
Davide Mumolo (Génova, 19 de enero de 1994) es un deportista italiano que compitió en remo.
Ganó una medalla de bronce en el Campeonato Mundial de Remo de 2017, en la prueba de ocho con timonel. Además, obtuvo dos medallas en el Campeonato Mundial de Remo de Mar, en los años 2011 y 2024.

## Palmarés internacional
| Campeonato Mundial | Campeonato Mundial        | Campeonato Mundial | Campeonato Mundial |
| Año                | Lugar                     | Medalla            | Prueba             |
| ------------------ | ------------------------- | ------------------ | ------------------ |
| 2017               | Sarasota (Estados Unidos) | Medalla de bronce  | Ocho con timonel   |